# Bulmer-Nacktrückenflughund

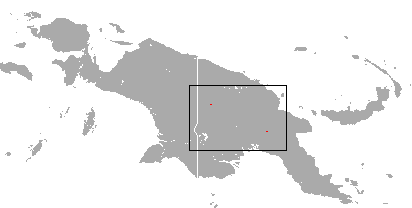
Verbreitungsgebiet von Aproteles bulmerae (rote Punkte)

Der Bulmer-Nacktrückenflughund (Aproteles bulmerae), auch als Bulmers Fruchtfledermaus bezeichnet, ist ein seltener Flughund, der auf Neuguinea vorkommt. Die Art bildet die monotypische Gattung Aproteles.
Der Flughund war ursprünglich von 12.000 bis 9.000 Jahre alten Fossilien aus dem Bergland Neuguineas bekannt. 1975 stellte sich heraus, dass die Überreste einer Art entsprechen, von der kurz zuvor ein Exemplar in einer Höhle getötet wurde. In den folgenden Jahren konnten jedoch keine weiteren Exemplare entdeckt werden. Erst 1992 und in späteren Jahren gelang wieder die Observierung von Kolonien der Art im vermuteten Verbreitungsgebiet. Alle Funde stammen aus Höhlen, die auf 1400 bis 2400 Meter Meereshöhe lagen. Das Gebirge ist von immergrünen Wäldern sowie in höheren Lagen von alpinen Wiesen bedeckt.
Der wissenschaftliche Gattungsname ist das altgriechische Wort aproteles (unvollständige Front). Er bezieht sich auf die fehlenden unteren Schneidezähne. Der Artzusatz ehrt Frau S. Bulmer, die Ausgrabungen vornahm, bei denen die ersten Fossile gefunden wurden.
Die Größenangaben stammen von einem Weibchen, das in den 1970er Jahren vermessen wurde. Es hatte eine Kopf-Rumpf-Länge von 242 mm, eine Schwanzlänge von 32 mm, eine Unterarmlänge von 160 mm sowie ein Gewicht von 600 g. Das Fell hatte am Kopf eine dunkelbraune Farbe, an der Unterseite war es braun. Die aus Flughäuten gebildeten Flügel treffen sich auf dem Rücken, der damit nackt erscheint. Die Flughäute sind oberseits hellbraun und unterseits fast weiß.
Aufgrund dieser Merkmale wurde angenommen, dass der Bulmer-Nacktrückenflughund zusammen mit den Arten der Gattung Dobsonia das Taxon Nacktrückenflughunde bildet. Diese Vermutung konnte 2002 in einer phylogenetischen Studie bestätigt werden.
Über die Lebensweise der Art ist so gut wie nichts bekannt. Ein Exemplar wurde beim Fressen von Feigen beobachtet. Weiterhin ist ein erwachsenes Weibchen bekannt, das ein neugeborenes Männchen trug.
Der Flughund wird von den Bewohnern Neuguineas als Nahrungsquelle gejagt. Zusätzlich ist das Bergland anfällig für Wald- und Buschbrände. Die IUCN vermutet, dass der Gesamtbestand weniger als 250 fortpflanzungsfähige Exemplare enthält und listet den Bulmer-Nacktrückenflughund aufgrund der Bedrohungen als „vom Aussterben bedroht“ (Critically Endangered).